# Big Noise from Winnetka
«Big Noise from Winnetka» (с англ. — «Шумная из Уиннетки») — это джазовая композиция, созданная композитором и басистом Бобом Хаггартом и барабанщиком Рэем Бодуком в 1938 году в чикагском ночном клубе «Blackhawk». 
Мелодия получилась спонтанной, пока некоторые члены оркестра были на перерыве, авторы начали импровизировать: Хаггарт насвистывал мелодию и играл на басу, в то время как Бодук аккомпанировал ему на барабанах. В середине соло Бодук начинает барабанить по струнам контрабаса, в то время как Хаггарт продолжает играть левой рукой, создавая ударное басовое соло. 
Слова для песни позже были написаны Джилом Родиным и Бобом Кросби. Уиннетка, которая упоминается в песне, — это деревня расположенная примерно в 16 милях (26 км) к северу от Чикаго.
После успеха первоначальной записи Хаггарт и Бодук часто исполняли эту песню на протяжении всей своей карьеры, в том числе в нескольких фильмах, таких как «Давайте создадим музыку» 1941 года и «Побудка с Беверли» 1943 года. Оригинальная запись была включена в саундтрек к фильму «Бешеный бык».

## Некоторые другие исполнители
- 1959 — Джин Крупа — инструментальная версия для концертного альбома Big Noise from Winnetka[3].
- 1959 — Джек Тигарден — инструментальная версия для концертного альбома At the Roundtable[4].
- 1960 — Генри Манчини — инструментальная версия для альбома The Blues And The Beat[5].
- 1962 — Кози Коул — инструментальная версия[6].
- 1963 — Эдди Митчелл — вокальная версия на французском языке «Quand une Fille me plaît» для альбома Voici Eddy… c'était le soldat Mitchell[7].
- 1965 — Чико Хэмилтон — инструментальная версия для альбома The Dealer[8].
- 1966 — Кенни Клэр[англ.] и Ронни Стивенсон[англ.] — инструментальная версия для альбома Drum Spectacular[9].
- 1968 — Кенни Болл[англ.] — инструментальная версия для альбома Kenny Ball & His Jazzmen In Berlin 2[10].
- 1970 — Clouds[англ.] — вокально-инструментальная версия для альбома Up Above Our Heads.
- 1979 — Бетт Мидлер — вокальная версия для альбома альбома Thighs and Whispers[11].